# Otto Ernst Meyer
Otto Ernst Meyer (Hannover, Império Alemão, 25 de novembro de 1897 — Porto Alegre, Brasil 12 de junho de 1966) foi um empresário teuto-brasileiro, fundador e primeiro presidente da companhia aérea VARIG. Foi oficial-aviador da Força Aérea Alemã e chegou ao Brasil, em Pernambuco, em 1921.

## Vida
Ernst Otto Meyer, filho de pai alemão e mãe francesa, radicado no Haiti, embarcou para o Brasil em 27 de janeiro de 1921, desembarcando em Recife para trabalhar nas empresas têxteis dos irmãos Lundgren. Em 1922 se fixou no Rio de Janeiro, onde trabalhou na agência de passagens marítimas da empresa Theodor Wille. Em 13 de janeiro de 1923 mudou-se para Porto Alegre, onde se desfez de uma empresa de comissões e consignações em 1925.
Nesse momento, Otto Meyer já planejava a organização de uma empresa aérea e antes mesmo de fundá-la, deu o nome de empresa de Viação Aérea Rio Grandense. Em 6 de outubro de 1926 Otto Ernst Meyer deu entrada, no Palácio do Governo, a um pedido de isenção de imposto estadual para a sua empresa, pelo prazo de 15 anos, que teve o apoio do governador Antônio Borges de Medeiros. Em 30 de outubro de 1926 a solicitação foi concedida. Com este propósito, em 12 de outubro de 1926, Otto Ernst Meyer embarcou de volta a sua pátria, a Alemanha. Em Hamburgo decidiu que Syndicato Condor participaria na Varig com 21 % das ações, sendo elas pagas com aviões e a assistência técnica para sua manutenção.
Em 27 de janeiro de 1927, Otto Ernst Meyer embarcou no avião Atlântico, com destino a Porto Alegre. Embora não formalizado, a aeronave já pertencia à Varig e com ela faria sua primeira linha, em 22 de fevereiro de 1927, ligando Porto Alegre a Rio Grande, com escala em Pelotas, em 2 horas e 20 minutos de voo. Contudo, somente em 7 de maio de 1927 a Varig foi oficialmente registrada e a autorização do governo para voos nas costas de Santa Catarina, Rio Grande do Sul e extensão até Montevidéu ocorreu em 10 de junho de 1927. O Atlântico possuía matrícula P-BAAA que passou a PP-CAA, com a mudança da forma da matrícula brasileira.